# Lytocarpia bispinosa
Lytocarpia bispinosa is een hydroïdpoliep uit de familie Aglaopheniidae. De poliep komt uit het geslacht Lytocarpia. Lytocarpia bispinosa werd in 1877 voor het eerst wetenschappelijk beschreven door Allman. 